# Drosophila acutilabella
Drosophila acutilabella is een vliegensoort uit de familie van de fruitvliegen (Drosophilidae). De wetenschappelijke naam van de soort werd voor het eerst geldig gepubliceerd in 1953 door Harrison D. Stalker.